# Internationale Federatie van Journalisten
Internationale Federatie van Journalisten, in het Engels International Federation of Journalists, (IFJ), is een internationale belangenorganisatie voor journalisten.

## Historiek
De Internationale Federatie van Journalisten werd in 1926 in Parijs opgericht op initiatief van het Franse Syndicat national des journalistes (SNJ). Zij vertegenwoordigde destijds ongeveer 25.000 mediawerkers uit een twintigtal landen en had haar zetel in Parijs. De eerste voorzitter was de Franse reporter Georges Bourdon.
Tijdens de bezetting van Frankrijk in de Tweede Wereldoorlog werden de activiteiten van de IFJ in Parijs opgeschort. Enkele vakbonden besloten toen in Londen een Internationale Federatie van Journalisten op te richten, waarvan het eerste congres in 1941 plaatsvond. De IFJAFC werd ontbonden in 1946, en werd de Internationale Organisatie van Journalisten (IOJ). Deze kwam echter tijdens de Koude Oorlog meer en meer onder invloed van de Sovjet-Unie, en verhuisde naar Praag. In 1952 werd de Internationale Federatie (IFJ) nieuw leven ingeblazen tijdens een wereldcongres in Brussel. De IOJ verdween in de jaren negentig van het toneel. Mede door de overstap van vakverenigingen uit de ontwikkelingslanden van de IOJ naar de IFJ, ontstond in deze laatste een regionale structuur, met kantoren in Afrika, Azië-Pacific, Latijns-Amerika; in Europa  werd in 1994 de Europese Federatie van Journalisten gevormd.

## Deontologie en erkenning
Op het tweede IFJ-wereldcongres in Bordeaux in 1954 keurden afgevaardigden van meer dan 43.000 mediawerkers uit 21 vakbonden in 18 landen de “Verklaring van Bordeaux” goed, als beginselverklaring over het gedrag van journalisten, de eerste algemeen erkende tekst over journalistieke ethiek. De Verklaring werd in 1986 geamendeerd, en in 2019 volledig vernieuwd.
De Internationale Federatie van Journalisten is intussen erkend door zowel de Verenigde Naties (ECOSOC) als UNESCO.

## Structuur
De koepelorganisatie verenigt 161 vakbonden en vakcentrales die de belangen van journalisten in 120 landen behartigt. Haar hoofdzetel is gelegen in Brussel. Huidig voorzitter is de Marokkaan Younes M'jahed.

### Bestuur
| Tijdspanne   | Voorzitter         |
| IFJ          | IFJ                |
| ------------ | ------------------ |
| 1926 - 1928  | Georges Bourdon    |
| 1928 - 1930  | Georg Bernhard     |
| 1930 - 1932  | H.-M Richardson    |
| 1932 - 1934  | Herman Dons        |
| 1934 - 1936  | Paul Bourquin      |
| 1936 - 1938  | Karl Eskelund      |
| 1939 - 1940  | Archibald Kenyon   |
| IFJAFC       |                    |
| 1941 - 1946  | Archibald Kenyon   |
| IFJ          |                    |
| 1952 - 1956  | Clément-J. Bundock |
| 1956 - 1964  | Marcel Styns       |
| 1964 - 1970  | Henry-J. Bradley   |
| 1970 - 1974  | K.-G. Michanek     |
| 1974 - 1978  | Helmut-A. Crous    |
| 1978 - 1982  | Paul Parisot       |
| 1982 - 1986  | Kenneth-B. Ashton  |
| 1986 - 1990  | Mia Doornaert      |
| 1990 - 1998  | Jens Linde         |
| 1998 - 2007  | Chris Warren       |
| 2007 - 2016  | Jim Boumelha       |
| 2016 - 2019  | Philippe Leruth    |
| 2019 - heden | Younes Moujahid    |

| Tijdspanne   | Algemeen-secretaris |
| IFJ          | IFJ                 |
| ------------ | ------------------- |
| 1926 - 1940  | Stephen Valot       |
| IFJAFC       |                     |
| 1941 - 1946  | L.-A. Berry         |
| IFJ          |                     |
| 1952 - 1985  | Theo Bogaerts       |
| 1985 - 1987  | Hans Larsen         |
| 1987 - 2011  | Aidan White         |
| 2011 - 2015  | Beth Costa          |
| 2015 - heden | Anthony Bellanger   |

### Aangesloten verenigingen
Voor België is de Algemene Vereniging van Beroepsjournalisten van België (AVBB) aangesloten, voor Nederland is dat de Nederlandse Vereniging van Journalisten (NVJ). De Europese verenigingen worden overkoepeld door de Europese Federatie van Journalisten, met hoofdkantoor in Brussel.